# Филмска продукција
Филмска кинематографија (у академском смислу, филмска продукција) је процес прављења филма, уопштено филмова намењених за широку глумачку изведбу. Филмска кинематографија укључује велики број одвојених фаза почевши од изворне приче, идеје или захтева, преко писања сценарија, кастинга (одабир глумаца за улоге), снимања слике, снимања звука и предпродукције, монтаже, и пробног приказивања завршеног производа пред публиком, што може резултовати објављивањем филма и његовом изложбом. Филмска кинематографија се одвија у многим деловима света у оквиру економског, социјалног и политичког контекста, и коришћењем различитих технологија и кинематографских техника.

## Фазе продукције
Филмска продукција састоји се од 5 главних фаза:
- Развој: Прва фаза у којој се рађају идеје за филм, купују права на књиге/представе, и пише се сценарио. Финансирање пројекта мора бити пронађено и добијено.
- Предпродукција: Врше се договори и припреме за снимање, као што су запошљавање филмске и глумачке екипе, одабир локација и грађење сетова.
- Продукција: Снимају се сирови снимци  и остали елементи за филм.
- Постпродукција: Слике, звук и визуелни ефекти снимљеног филма се уређују и спајају у готов производ.
- Дистрибуција: Готов филм се дистрибуира, рекламира и пушта у биоскопе и/или на телевизију.

### Развој
У овој фази, продуцент пројекта бира причу, која може бити инспирисана књигом, представом, другим филмом, истинитом причом, видео игрициом, бајком, стрипом, графичким романом или може бити оригинална идеја. Након одабира теме и главне поруке, продуцент ради заједно са писцима приче на припреми синопсиса. Након тога, формирају сценослед, који разлаже причу на сцене дужине једног пасуса које се концентришу на драмској структури. Онда, припремају тритмент, опис приче од 25-30 страна, њено расположење и ликове. Често садржи делове дијалога и сценске режије, али углавном садржи цртеже који помажу визуелизацији кључне тачке. Други начин јесте да се након завршеног синопсиса пише скрипмент.
Затим, сценариста наредних неколико месеци пише сценарио. Може га преправљати више пута ради побољшања драматургије, јасноће, структуре, ликова, дијалога и свеукупног стила. Међутим, продуценти често прескачу претходне кораке и деле предате сценарије које инвеститори, продукцијске куће и друге заинтересоване стране процењују у поступку покрића сценарија. Филмски дистрибутер је контактиран у раним фазама, да процени рекламни, и потенцијални финансијски успех филма. Холивудски дистрибутери прихватају напоран пословни приступ и узимају у обзир факторе попут филмског жанра, циљане и претпостављене публике, успеха старијих а сличних филмова, глумаца који би се могли наћи у филму и потенцијалних режисера. Од свих ових фактора зависи одређена заинтересованост могуће публике за дати филм. Не праве сви филмови профит само од објављивања филма за театралну изложбу, па филмске компаније узимају у обзир продају ДВД-а и права дистрибуције широм света.
Продуцент и сценариста припремају презентацију филма, или тритмент, и презентују је потенцијални спонзорима. Они такође презентују филм глумцима и режисерима (поготово тзв. уносним звездама) у циљу њиховог „спајања”спајања са пројектом (што је заправо обавезујуће обећање да ће радити на пројекту уколико се стекну финансијски услови). Многи пројекти не стигну даље од ове фазе и упадају у тзв. пакао развоја. Уколико је презентација успешна, филм добија зелено светло, што значи да неко нуди финансијску подршку: најчешће су то велике продукцијске куће, филмско веће или независни инвеститор. Све стране које су укључене преговарају о уговору и потписују га.
Када се све стране састану и када се потпише уговор, филм може кренути у период предпродукције. До ове фазе, филм би требало да добије јасно дефинисану рекламну стратегију и циљану публику.
Развој анимираних филмова се мало разликује у томе што је режисер тај који израђује и презентује причу извршним продуцентима на бази строгих сторибордова, и реткост је да у том периоду већ постоји цео сценарио. Уколико филм добије зелено светло за даљи развој и предпродукцију, онда се доводи сценариста да припреми сценарио.
Аналогно већини пословних подухвата, сектор за финансије филмског пројекта се суочава са проучавањем филмске кинематографије као управљањем и набавком инвестиција. То укључује динамику средстава која су потребна за финансирање филма и обавеза насталих током снимања филма, од најранијих фаза развоја преко менаџмента профита и губитака након дистрибуције, у условима различитог степена ризика. Практичан аспект финансирања филма могу се дефинисати као наука о менаџменту новца у свим фазама филмског стварања. Финансирање филма тежи да цене средства на основу нивоа ризика и очекиване стопе приноса према очекиваној добити и заштити од губитака.

### Предпродукција
У предпродукцији, сваки корак стварања филма је пажљиво осмишљен и планиран. Ово је фаза где се сужавају све продукцијске опције. У овој фази се све планира пред укључење камере која поставља општу визију пројекта. Креира се продукција и продукцијска канцеларија. Филм је прегледан од стране режисера и може бити сторибордован уз помоћ илустратора и концептуалних уметника. Израђује се продукцијски буџет за планирање трошкова за филм. За велике продукције оснива се осигурање ради заштите несрећа.
Природа филма и буџет одређују величину и врсту екипе за снимање филма. Многи холивудски блокбастери запошљавају екипе од по стотину чланова, док су нискобуџетни, независни филмови направљени од стране екипа од по осам или девет чланова (или мање). Ово су типичне позиције у екипи:
- Сториборд уметник: креира слике да помогне режисеру и уметничком директору да представе своје идеје продукцији.
- Режисер: је првенствено одговоран за сторителинг, креативне одлуке и глуму у филму.
  - Асистент режије: управља распоредом снимања и логистиком продукције, поред осталих задужења. Постоји неколико врста асистената режије, сваки са различитим задужењима.
- Филмски продуцент: запошљава чланове филмске екипе.
  - Директор филма: управља продукцијским буџетом  и продукцијским распоредом. Такође дају извештаје, у име продукцијске канцеларије, продукцијској кући или спонзорима филма.
  - Менаџер локација: налази и управља филмским локацијама. Скоро све слике садрже делове који су снимљени у контролисаном окружењу студијске звучне позорнице, док делови на отвореном захтевају снимање на локацији.
- Сценограф: је тај који креира визуелну концепцију филма, заједничким радом са уметничким директором, који управља сектором сценографије, који прави сетове.
  - Костимограф: осмишља костиме за ликове у филму радећи са глумцима, као и са другим секторима.
  - Шминкер и фризер: ради уз костимографа ради стварања одређеног изгледа лика.
- Директор кастинга: проналази глумце за ликове у сценарију. Ово углавном захтева аудицију за глумце, уживо пред директором кастинга или пред камером или више камера.
  - Кореограф: Креира и координира покрете и плес - типичан за мјузикле. Неки филмови запошљавају кореографе за покрете борбе.
- Директор фотографије: шеф фотографије целог филма, надгледа све кинематографе и камермане.
- Тон-мајстор: шеф сектора звука током фазе продукције филма. Он снима и уређује звук на сету - дијалог, звук просторије (тишина), и звучне ефекте у моно а амбијенталне у стереу. Раде са микроманима, режисером, директором фотографије итд.
  - Дизајнер звука: ствара акустичну концепцију филма, радећи са миксером звука. У боливудском стилу продукције, дизајнер звука има улогу директора аудиографије.
  - Композитор: креира музику за филм.

### Продукција
У продукцији, филм се осмишља и снима. У овој фази је кључно наставити са планирањем унапред. Примарни циљ је да се испоштује буџет и распоред, што захтева сталну опрезност. У овој фази је потребно још чланова екипе, попут реквизитера, скриптара, још асистената режије, фотографа, монтажера слике као и звука. Ово су само најчешће позиције у филмској екипи; продукцијска канцеларија може слободно да креира било какву посебну позицију да одговара различитим задужењима током продукције филма. Комуникација је кључ између локације, сета, канцеларије, продукцијске куће, дистрибутера и свих осталих страна које су укључене.
Типичан снимајући дан почиње доласком екипе на сет/локацију у своје време доласка. Глумци углавном имају своја одвојена времена доласка. Обзиром да конструисање, сређивање и осветљавање сета може трајати сатима, то се углавном среди унапред.
Сектори сцена, расвета и сценографија су најчешће корак испред сектора камере и звука: ради ефикасности, док се снима једна сцена они већ припремају следећу.
Док филмска екипа припрема опрему, сектор костима и шминке се брине о глумцима. Глумци имају пробе текста са режисером а сектори камера и тон пробају са њима и праве финалне промене. На крају, акција се снима колико год пута (тејкова) режисер мисли жели. Многе америчке продукције прате специфичну процедуру:
Асистент режије јави „снимамо!" да обавести све да ће почети са снимањем, затим „тишина". Када су сви спремни за снимање, асистент каже „звук?" (уколико сцена има звук), тон-мајстор покреће опрему, јави да тон „иде" када је спреман, затим асистент каже „камера?" што је пропраћено „иде" од стране камермана када камера крене да снима. Клапер, који се већ налази пред камером са клапом, прочита сцену кадар и тејк и лупи клапу. Тада режисер говори „акција!"
Тејк је завршен када режисер каже „рез!" а камера и тон стану са снимањем. Скриптар прати да ли има грешака у континуитету. Уколико се режисер одлучи за још један тејк, цео процес се понавља. Када је режисер задовољан, екипа прелази на следећи кадар или сетап, док се цела сцена не заврши. Када се снимање сцене заврши, асистент режије говори „идемо даље" а екипа монтира сет за следећу сцену.
На крају снимајућег дана, режисер одобрава распоред за седећи снимајући дан а дневни напредак се пријављује продукцијској канцеларији. То укључује и извештај скриптара. Радно наређење се прави и добавља члановима екипе како би знали када и где чекају превоз за следећи снимајући дан.
Обзиром да снимајући дани трају 14 до 18 сати на удаљеним локацијама, филмска продукција  изазива тимски дух. Када се снимање заврши. то јест када се заврши продукцијска фаза, очекује се од продукције да направи забаву „Задња клапа" како би захвалила свим члановима екипе и глумцима за труд.
За продукцијску фази играног филма, синхронизација распореда рада главних глумаца и чланова екипе је веома важна, јер за многе сцене, неколико глумаца и већина екипе, морају бити физички присутни на истом месту у исто време ( и уносне звезде ће можда морати да прелазе са једног на други пројекат). Анимирани филмови имају различит ток рада у продукцијској фази, даваоци гласа могу снимити своје снимке у студију за снимање у различито време и можда се неће видети све до премијере филма, док је већина физичких задатака играног филма или непотребна или их симулирају разне врсте аниматора.

### Постпродукција
Ова фаза почиње када се главна продукција филма заврши, мада могуће је да се преклопе. Највећи део постпродукције састоји се од прегледања снимака и састављања филма и преласка на следећи корак, монтажа. Овде се филм саставља од стране монтажера. Снимљени филмски материјал се уређује. Такође се уређује и звук (дијалог); музичке нумере и песме се компонују и снимају ако је потребно да филм има партитуру; звучни ефекти су дизајнирани и снимљени. Додају се визуелни ефекти рачунарском графиком ако је то потребно. На крају сви звучни елементи се мешају у линије које су после спојене са сликом и филм је у потпуности завршен („закључан").

### Дистрибуција
Ово је финална фаза, где се филм пушта у биоскопе или представљање публици кроз дистрибуцију медија (VHS, VCD, DVD, Blu-ray) или за директан пренос и преузимање од провајдера. Филм се копира колико треба (или на филм или на хард дискове) и дистрибуира у биоскопе за приказивање. Објављују се штампе, постери и други рекламни материјали, а филм се рекламира и промовише. Снимак из Б филма може бити објављен на основу сирових снимака снимљених за „прављење" документарца, који може укључивати „прављење" снимака и интервјуе на снимању.
Филмски дистрибутери углавном објављују филм уз забаву за промоцију, премијером на црвеном тепиху, саопштењима за медије, интервјуима са новинарима, пројекцијама за штампу и пројекцијама на филмским фестивалима. Многи филмови су такође промовисани на својим специјалним веб сајтовима, одвојеним од продукцијске куће или дистрибутера. За битне филмове кључно особље је уговорно обавезано да учествује у промотивним турнејама током којих се појављују на премијерама и фестивалима и дају интервјуе за новинаре. Веће продукције могу да захтевају више од једне промотивне турнеје да би повратили потражњу публике за свако следеће пуштање.
Од појаве кућног видеа почетком 1980-их, већина великих филмова следила је шаблон неколико различитих издања филма. Филм би био прво пуштен у неколико одабраних биоскопа, или ако се довољно добро покаже, може ићи директно у широко издање. Затим се емитује, обично у различито време неколико недеља (или месеци) разлике, у различитим сегментима маркетинга попут изнајмљивања, малопродаје, плаћање по прегледу, забаве током лета, кабловске,сателитске или телевизијског преноса уживо. Права за дистрибуцију се обично продају за дистрибуцију широм света. Дистрибутер и продукцијска кућа деле профит и управљају губицима.

## Независна филмска кинематографија
Филмска кинематографија се одвија и изван главног тока и обично се назива независна филмска кинематографија. Од увођења ДВ технологије, разлози продукције су постали више демократизовани и економски одрживији. Филмски кинематографи могу лакше снимити и монтирати филм, креирати и уредити тон и музику и монтирати завршни рез на кућном рачунару. Међутим, док су разлози продукције демократизовани, финансирање, традиционална дистрибуција и рекламирање остају тешко оствариви ван традиционалног система. У прошлости, многи независни кинематографи су се ослањали на филмске фестивале (попут филмских фестивала Санденс, Венис, Кан и Торонто) како би се њихови филмови приметили и продали за дистрибуцију и продукцију. Међутим, Интернет је омогућио релативно јефтину дистрибуцију независних филмова на веб сајтовима као што је Јутјуб. Резултат те појаве је да се појавило неколико компанија које су помогле кинематографима да направе независне филмове који се гледају и продају путем главном тока интернет тржишта, често уз популарно холивудске наслове. Са интернет дистрибуцијом, независни филмски кинематографи који се одрекну традиционалног посла око дистрибуције, сада имају могућност да досегну глобалну публику.